# Coupe du monde de VTT 2019
Navigation
2018 2020
La Coupe du monde de VTT 2019 est la 29e édition de la Coupe du monde de VTT. Cette édition comprend trois disciplines : cross-country, cross-country eliminator et descente. Les épreuves de cross-country eliminator se déroulent indépendamment des épreuves de cross-country et de descente, en des lieux et des dates différents. La descente comporte huit manches, contre sept pour le cross-country et six pour le cross-country eliminator.
Comme la saison précédente, chaque manche de cross-country élites est précédée d'une épreuve Short Track (XCC) dont les résultats octroient des points au classement général et servent à déterminer la grille de départ de la course.

## Programme du cross-country et de la descente
| #  | Pays        | Ville        | Date          | Cross-country | Descente |
| -- | ----------- | ------------ | ------------- | ------------- | -------- |
| 1  | Slovénie    | Maribor      | 27-28 avril   |               | •        |
| 2  | Allemagne   | Albstadt     | 17-19 mai     | •             |          |
| 3  | Tchéquie    | Nove Mesto   | 24-26 mai     | •             |          |
| 4  | Royaume-Uni | Fort William | 1er-2 juin    |               | •        |
| 5  | Autriche    | Leogang      | 8-9 juin      |               | •        |
| 6  | Andorre     | Vallnord     | 5-7 juillet   | •             | •        |
| 7  | France      | Les Gets     | 12-14 juillet | •             | •        |
| 8  | Italie      | Val di Sole  | 2-4 août      | •             | •        |
| 9  | Suisse      | Lenzerheide  | 9-11 août     | •             | •        |
| 10 | États-Unis  | Snowshoe     | 6-8 septembre | •             | •        |

## Cross-country

### Hommes

#### Élites
| # | Date        | Lieu         | Vainqueur            | Deuxième             | Troisième         | Leader du général    |
| - | ----------- | ------------ | -------------------- | -------------------- | ----------------- | -------------------- |
| 1 | 19 mai      | Albstadt,    | Mathias Flückiger    | Mathieu van der Poel | Jordan Sarrou     | Mathieu van der Poel |
| 1 | 19 mai      | Albstadt,    | 1 h 23 min 54 s      | + 32 s               | + 33 s            | Mathieu van der Poel |
| 2 | 26 mai      | Nove Mesto,  | Mathieu van der Poel | Nino Schurter        | Mathias Flückiger | Mathieu van der Poel |
| 2 | 26 mai      | Nove Mesto,  | 1 h 21 min 54 s      | + 19 s               | + 1 min 53 s      | Mathieu van der Poel |
| 3 | 7 juillet   | Vallnord,    | Nino Schurter        | Mathias Flückiger    | Henrique Avancini | Nino Schurter        |
| 3 | 7 juillet   | Vallnord,    | 1 h 19 min 34 s      | + 2 s                | + 12 s            | Nino Schurter        |
| 4 | 14 juillet  | Les Gets,    | Nino Schurter        | Gerhard Kerschbaumer | Henrique Avancini | Nino Schurter        |
| 4 | 14 juillet  | Les Gets,    | 1 h 22 min 10 s      | + 4 s                | + 38 s            | Nino Schurter        |
| 5 | 4 août      | Val di Sole, | Mathieu van der Poel | Mathias Flückiger    | Nino Schurter     | Nino Schurter        |
| 5 | 4 août      | Val di Sole, | 1 h 20 min 47 s      | + 18 s               | + 43 s            | Nino Schurter        |
| 6 | 11 août     | Lenzerheide, | Mathieu van der Poel | Nino Schurter        | Mathias Flückiger | Nino Schurter        |
| 6 | 11 août     | Lenzerheide, | 1 h 17 min 50 s      | + 25 s               | + 1 min 13 s      | Nino Schurter        |
| 7 | 8 septembre | Snowshoe,    | Lars Forster         | Nino Schurter        | Maxime Marotte    | Nino Schurter        |
| 7 | 8 septembre | Snowshoe,    | 1 h 26 min 09 s      | + 5 s                | + 7 s             | Nino Schurter        |

| Pos | Coureur              | Pts  |
| --- | -------------------- | ---- |
| 1.  | Nino Schurter        | 1995 |
| 2.  | Mathieu van der Poel | 1649 |
| 3.  | Henrique Avancini    | 1565 |
| 4.  | Mathias Flückiger    | 1348 |
| 5.  | Jordan Sarrou        | 1097 |
| 6.  | Gerhard Kerschbaumer | 1060 |
| 7.  | Maxime Marotte       | 0986 |
| 8.  | Titouan Carod        | 0933 |
| 9.  | Stéphane Tempier     | 0885 |
| 10. | Victor Koretzky      | 0853 |

| # | Date        | Lieu        | Vainqueur            |
| - | ----------- | ----------- | -------------------- |
| 1 | 19 mai      | Albstadt    | Mathieu van der Poel |
| 2 | 26 mai      | Nove Mesto  | Mathieu van der Poel |
| 3 | 5 juillet   | Vallnord    | Henrique Avancini    |
| 4 | 14 juillet  | Les Gets    | Mathieu van der Poel |
| 5 | 4 août      | Val di Sole | Mathieu van der Poel |
| 6 | 11 août     | Lenzerheide | Mathieu van der Poel |
| 7 | 8 septembre | Snowshoe    | Nino Schurter        |

#### Espoirs
| # | Date        | Lieu        | Vainqueur       | Deuxième          | Troisième         | Leader du général |
| - | ----------- | ----------- | --------------- | ----------------- | ----------------- | ----------------- |
| 1 | 19 mai      | Albstadt    | Filippo Colombo | Vlad Dascalu      | Antoine Philipp   | Filippo Colombo   |
| 2 | 26 mai      | Nove Mesto  | Vlad Dascalu    | Filippo Colombo   | Simon Andreassen  | Vlad Dascalu      |
| 3 | 7 juillet   | Vallnord    | Vlad Dascalu    | Jofre Cullell     | Filippo Colombo   | Vlad Dascalu      |
| 4 | 14 juillet  | Les Gets    | Vlad Dascalu    | Maximilian Brandl | Sean Fincham      | Vlad Dascalu      |
| 5 | 4 août      | Val di Sole | Vlad Dascalu    | Filippo Colombo   | Jofre Cullell     | Vlad Dascalu      |
| 6 | 11 août     | Lenzerheide | Filippo Colombo | Vlad Dascalu      | Jofre Cullell     | Vlad Dascalu      |
| 7 | 8 septembre | Snowshoe    | Filippo Colombo | Jofre Cullell     | Maximilian Brandl | Vlad Dascalu      |

| Pos | Coureur           | Pts |
| --- | ----------------- | --- |
| 1.  | Vlad Dascalu      | 550 |
| 2.  | Filippo Colombo   | 520 |
| 3.  | Jofre Cullell     | 367 |
| 4.  | Maximilian Brandl | 230 |
| 5.  | Clément Berthet   | 179 |

### Femmes

#### Élites
| # | Date        | Lieu         | Vainqueur              | Deuxième          | Troisième              | Leader du général |
| - | ----------- | ------------ | ---------------------- | ----------------- | ---------------------- | ----------------- |
| 1 | 19 mai      | Albstadt,    | Kate Courtney          | Jolanda Neff      | Yana Belomoyna         | Kate Courtney     |
| 1 | 19 mai      | Albstadt,    | 1 h 26 min 03 s        | + 49 s            | + 1 min 31 s           | Kate Courtney     |
| 2 | 26 mai      | Nove Mesto,  | Kate Courtney          | Rebecca McConnell | Haley Smith            | Kate Courtney     |
| 2 | 26 mai      | Nove Mesto,  | 1 h 27 min 31 s        | + 36 s            | + 42 s                 | Kate Courtney     |
| 3 | 7 juillet   | Vallnord,    | Anne Terpstra          | Jolanda Neff      | Yana Belomoyna         | Kate Courtney     |
| 3 | 7 juillet   | Vallnord,    | 1 h 22 min 59 s        | + 38 s            | + 51 s                 | Kate Courtney     |
| 4 | 14 juillet  | Les Gets,    | Kate Courtney          | Jolanda Neff      | Elisabeth Brandau      | Kate Courtney     |
| 4 | 14 juillet  | Les Gets,    | 1 h 26 min 29 s        | + 33 s            | + 1 min 05 s           | Kate Courtney     |
| 5 | 4 août      | Val di Sole, | Pauline Ferrand-Prévot | Jolanda Neff      | Jenny Rissveds         | Jolanda Neff      |
| 5 | 4 août      | Val di Sole, | 1 h 21 min 59 s        | + 1 s             | + 1 min 01 s           | Jolanda Neff      |
| 6 | 11 août     | Lenzerheide, | Jenny Rissveds         | Anne Terpstra     | Pauline Ferrand-Prévot | Jolanda Neff      |
| 6 | 11 août     | Lenzerheide, | 1 h 21 min 09 s        | + 25 s            | + 1 min 19 s           | Jolanda Neff      |
| 7 | 8 septembre | Snowshoe,    | Pauline Ferrand-Prévot | Anne Terpstra     | Annie Last             | Kate Courtney     |
| 7 | 8 septembre | Snowshoe,    | 1 h 17 min 51 s        | + 4 s             | + 27 s                 | Kate Courtney     |

| Pos | Coureur                | Pts  |
| --- | ---------------------- | ---- |
| 1.  | Kate Courtney          | 1772 |
| 2.  | Jolanda Neff           | 1742 |
| 3.  | Pauline Ferrand-Prévot | 1575 |
| 4.  | Anne Terpstra          | 1480 |
| 5.  | Rebecca McConnell      | 1217 |
| 6.  | Anne Tauber            | 1078 |
| 7.  | Sina Frei              | 1067 |
| 8.  | Jenny Rissveds         | 1015 |
| 9.  | Chloe Woodruff         | 0940 |
| 10. | Catharine Pendrel      | 0878 |

| # | Date        | Lieu        | Vainqueur              |
| - | ----------- | ----------- | ---------------------- |
| 1 | 17 mai      | Albstadt    | Kate Courtney          |
| 2 | 24 mai      | Nove Mesto  | Chloe Woodruff         |
| 3 | 5 juillet   | Vallnord    | Jolanda Neff           |
| 4 | 12 juillet  | Les Gets    | Kate Courtney          |
| 5 | 2 août      | Val di Sole | Jolanda Neff           |
| 6 | 9 août      | Lenzerheide | Pauline Ferrand-Prévot |
| 7 | 6 septembre | Snowshoe    | Jenny Rissveds         |

#### Espoirs
| # | Date        | Lieu        | Vainqueur     | Deuxième      | Troisième     | Leader du général |
| - | ----------- | ----------- | ------------- | ------------- | ------------- | ----------------- |
| 1 | 19 mai      | Albstadt    | Laura Stigger | Ronja Eibl    | Haley Batten  | Laura Stigger     |
| 2 | 26 mai      | Nove Mesto  | Haley Batten  | Ronja Eibl    | Laura Stigger | Haley Batten      |
| 3 | 7 juillet   | Vallnord    | Ronja Eibl    | Evie Richards | Martina Berta | Ronja Eibl        |
| 4 | 14 juillet  | Les Gets    | Ronja Eibl    | Evie Richards | Laura Stigger | Ronja Eibl        |
| 5 | 4 août      | Val di Sole | Ronja Eibl    | Evie Richards | Laura Stigger | Ronja Eibl        |
| 6 | 11 août     | Lenzerheide | Martina Berta | Ronja Eibl    | Haley Batten  | Ronja Eibl        |
| 7 | 8 septembre | Snowshoe    | Evie Richards | Laura Stigger | Loana Lecomte | Ronja Eibl        |

| Pos | Coureur       | Pts |
| --- | ------------- | --- |
| 1.  | Ronja Eibl    | 500 |
| 2.  | Laura Stigger | 370 |
| 3.  | Evie Richards | 342 |
| 4.  | Martina Berta | 314 |
| 5.  | Haley Batten  | 303 |

## Descente

### Hommes

#### Élites
| # | Date        | Lieu         | Vainqueur        | Deuxième       | Troisième        | Leader du général |
| - | ----------- | ------------ | ---------------- | -------------- | ---------------- | ----------------- |
| 1 | 28 avril    | Maribor      | Loïc Bruni       | Danny Hart     | Troy Brosnan     | Loïc Bruni        |
| 2 | 2 juin      | Fort William | Amaury Pierron   | Troy Brosnan   | Loris Vergier    | Troy Brosnan      |
| 3 | 9 juin      | Leogang      | Loïc Bruni       | Greg Minnaar   | Troy Brosnan     | Troy Brosnan      |
| 4 | 7 juillet   | Vallnord     | Loïc Bruni       | Loris Vergier  | Troy Brosnan     | Loïc Bruni        |
| 5 | 14 juillet  | Les Gets     | Amaury Pierron   | Loïc Bruni     | Laurie Greenland | Loïc Bruni        |
| 6 | 4 août      | Val di Sole  | Laurie Greenland | Loïc Bruni     | Loris Vergier    | Loïc Bruni        |
| 7 | 11 août     | Lenzerheide  | Amaury Pierron   | Greg Minnaar   | Loïc Bruni       | Loïc Bruni        |
| 8 | 7 septembre | Snowshoe     | Danny Hart       | Amaury Pierron | Charlie Harrison | Loïc Bruni        |

| Pos | Coureur          | Pts  |
| --- | ---------------- | ---- |
| 1.  | Loïc Bruni       | 1462 |
| 2.  | Amaury Pierron   | 1422 |
| 3.  | Troy Brosnan     | 1209 |
| 4.  | Danny Hart       | 1133 |
| 5.  | Loris Vergier    | 0943 |
| 6.  | Greg Minnaar     | 0913 |
| 7.  | Laurie Greenland | 0823 |
| 8.  | Mark Wallace     | 0524 |
| 9.  | David Trummer    | 0524 |
| 10. | Dean Lucas       | 0505 |

#### Juniors
| # | Date        | Lieu         | Vainqueur         | Deuxième         | Troisième         | Leader du général |
| - | ----------- | ------------ | ----------------- | ---------------- | ----------------- | ----------------- |
| 1 | 28 avril    | Maribor      | Thibaut Dapréla   | Ethan Shandro    | Kie A'Hern        | Thibaut Dapréla   |
| 2 | 2 juin      | Fort William | Thibaut Dapréla   | Luke Mumford     | Pattrick Lafey    | Thibaut Dapréla   |
| 3 | 9 juin      | Leogang      | Thibaut Dapréla   | Kye A'Hern       | Matteo Iniguez    | Thibaut Dapréla   |
| 4 | 7 juillet   | Vallnord     | Matteo Iniguez    | Lucas Cruz       | Pattrick Lafey    | Thibaut Dapréla   |
| 5 | 14 juillet  | Les Gets     | Thibaut Dapréla   | Pattrick Lafey   | Seth Sherlock     | Thibaut Dapréla   |
| 6 | 4 août      | Val di Sole  | Tuhoto-Ariki Pene | Zak Gomilscek    | Kie A'Hern        | Thibaut Dapréla   |
| 7 | 11 août     | Lenzerheide  | Seth Sherlock     | Janosch Klaus    | Tuhoto-Ariki Pene | Thibaut Dapréla   |
| 8 | 7 septembre | Snowshoe     | Thibaut Dapréla   | Luke Meier-Smith | Lucas Cruz        | Thibaut Dapréla   |

| Pos | Coureur         | Pts |
| --- | --------------- | --- |
| 1.  | Thibaut Dapréla | 306 |
| 2.  | Kie A'Hern      | 161 |
| 3.  | Lucas Cruz      | 153 |
| 4.  | Seth Sherlock   | 136 |
| 5.  | Pattrick Lafey  | 130 |

### Femmes

#### Élites
| # | Date        | Lieu         | Vainqueur       | Deuxième        | Troisième           | Leader du général |
| - | ----------- | ------------ | --------------- | --------------- | ------------------- | ----------------- |
| 1 | 28 avril    | Maribor      | Tahnee Seagrave | Rachel Atherton | Tracey Hannah       | Tahnee Seagrave   |
| 2 | 2 juin      | Fort William | Rachel Atherton | Tracey Hannah   | Nina Hoffmann       | Rachel Atherton   |
| 3 | 9 juin      | Leogang      | Tracey Hannah   | Nina Hoffmann   | Kate Weatherly      | Tracey Hannah     |
| 4 | 7 juillet   | Vallnord     | Rachel Atherton | Marine Cabirou  | Tracey Hannah       | Tracey Hannah     |
| 5 | 14 juillet  | Les Gets     | Tracey Hannah   | Marine Cabirou  | Mariana Salazar     | Tracey Hannah     |
| 6 | 4 août      | Val di Sole  | Marine Cabirou  | Tracey Hannah   | Camille Balanche    | Tracey Hannah     |
| 7 | 11 août     | Lenzerheide  | Marine Cabirou  | Tracey Hannah   | Emilie Siegenthaler | Tracey Hannah     |
| 8 | 7 septembre | Snowshoe     | Marine Cabirou  | Myriam Nicole   | Veronika Widmann    | Tracey Hannah     |

| Pos | Coureuse            | Pts  |
| --- | ------------------- | ---- |
| 1.  | Tracey Hannah       | 1590 |
| 2.  | Marine Cabirou      | 1560 |
| 3.  | Veronika Widmann    | 0924 |
| 4.  | Nina Hoffmann       | 0819 |
| 5.  | Rachel Atherton     | 0730 |
| 6.  | Emilie Siegenthaler | 0706 |
| 7.  | Camille Balanche    | 0692 |
| 8.  | Kate Weatherly      | 0689 |
| 9.  | Eleonora Farina     | 0576 |
| 10. | Mariana Salazar     | 0573 |

#### Juniors
| # | Date        | Lieu         | Vainqueur      | Deuxième         | Troisième       | Leader du général |
| - | ----------- | ------------ | -------------- | ---------------- | --------------- | ----------------- |
| 1 | 28 avril    | Maribor      | Valentina Höll | Anna Newkirk     | Mille Johnset   | Valentina Höll    |
| 2 | 2 juin      | Fort William | Anna Newkirk   | Valentina Höll   | Mille Johnset   | Anna Newkirk      |
| 3 | 9 juin      | Leogang      | Valentina Höll | Anna Newkirk     | Mille Johnset   | Valentina Höll    |
| 4 | 7 juillet   | Vallnord     | Valentina Höll | Anna Newkirk     | Mille Johnset   | Valentina Höll    |
| 5 | 14 juillet  | Les Gets     | Valentina Höll | Anna Newkirk     | Lauryne Chappaz | Valentina Höll    |
| 6 | 4 août      | Val di Sole  | Mille Johnset  | Valentina Höll   | Anna Newkirk    | Valentina Höll    |
| 7 | 11 août     | Lenzerheide  | Valentina Höll | Nastasia Gimenez | Anna Newkirk    | Valentina Höll    |
| 8 | 7 septembre | Snowshoe     | Valentina Höll | Anna Newkirk     | Mille Johnset   | Valentina Höll    |

| Pos | Coureuse         | Pts |
| --- | ---------------- | --- |
| 1.  | Valentina Höll   | 440 |
| 2.  | Anna Newkirk     | 300 |
| 3.  | Mille Johnset    | 160 |
| 4.  | Lauryne Chappaz  | 065 |
| 5.  | Nastasia Gimenez | 050 |

## Cross-country eliminator

### Hommes
| # | Date         | Lieu            | Vainqueur         | Deuxième              | Troisième             | Leader du général |
| - | ------------ | --------------- | ----------------- | --------------------- | --------------------- | ----------------- |
| 1 | 23 mars      | Barcelone       | Jeroen van Eck    | Alberto Mingorance    | Felix Klausmann       | Jeroen van Eck    |
| 2 | 31 mai       | Villard-de-Lans | Hugo Briatta      | Felix Klausmann       | Titouan Perrin-Ganier | Hugo Briatta      |
| 3 | 15 juin      | Volterra        | Hugo Briatta      | Jeroen van Eck        | Titouan Perrin-Ganier | Hugo Briatta      |
| 4 | 18 août      | Valkenswaard    | Simon Gegenheimer | Titouan Perrin-Ganier | Lehvi Braam           | Hugo Briatta      |
| 5 | 15 septembre | Winterberg      | Fabrice Mels      | Hugo Briatta          | Titouan Perrin-Ganier | Hugo Briatta      |
| 6 | 20 septembre | Graz            | Hugo Briatta      | Titouan Perrin-Ganier | Jeroen van Eck        | Hugo Briatta      |

| Pos | Coureur               | Pts |
| --- | --------------------- | --- |
| 1.  | Hugo Briatta          | 248 |
| 2.  | Titouan Perrin-Ganier | 195 |
| 3.  | Jeroen van Eck        | 175 |
| 4.  | Simon Gegenheimer     | 119 |
| 5.  | Felix Klausmann       | 114 |
| 6.  | Fabrice Mels          | 076 |
| 7.  | Anton Olstam          | 073 |
| 8.  | Eddy Steible          | 059 |
| 9.  | Alberto Mingorance    | 058 |
| 10. | Jay Bytebier          | 056 |

### Femmes
| # | Date         | Lieu            | Vainqueur         | Deuxième          | Troisième           | Leader du général |
| - | ------------ | --------------- | ----------------- | ----------------- | ------------------- | ----------------- |
| 1 | 23 mars      | Barcelone       | Marion Fromberger | Ella Holmegård    | Ingrid Bøe Jacobsen | Marion Fromberger |
| 2 | 31 mai       | Villard-de-Lans | Gaia Tormena      | Magdalena Duran   | Manon Wimmer        | Marion Fromberger |
| 3 | 15 juin      | Volterra        | Gaia Tormena      | Iryna Popova      | Laurie Vezie        | Gaia Tormena      |
| 4 | 18 août      | Valkenswaard    | Ella Holmegård    | Clara Brehm       | Didi de Vries       | Gaia Tormena      |
| 5 | 15 septembre | Winterberg      | Gaia Tormena      | Marion Fromberger | Ella Holmegård      | Gaia Tormena      |
| 6 | 20 septembre | Graz            | Ella Holmegård    | Gaia Tormena      | Iryna Popova        | Gaia Tormena      |

| Pos | Coureuse            | Pts |
| --- | ------------------- | --- |
| 1.  | Gaia Tormena        | 228 |
| 2.  | Ella Holmegård      | 196 |
| 3.  | Marion Fromberger   | 152 |
| 4.  | Iryna Popova        | 137 |
| 5.  | Clara Brehm         | 094 |
| 6.  | Magdalena Duran     | 078 |
| 7.  | Margaux Borrelly    | 070 |
| 8.  | Anna Stray Rongve   | 058 |
| 9.  | Didi de Vries       | 055 |
| 10. | Ingrid Bøe Jacobsen | 055 |